# 北漠高速公路
北安－漠河高速公路，简称北漠高速，中国国家高速公路网编号为G1213，是 珲乌高速的联络线之一，起自黑龙江省北安市，经嫩江市、加格达奇区、塔河县，最终抵达漠河市，途径黑龙江省和内蒙古自治区。
截止2022年，仅北安至五大连池段已通车（系原黑龙江省级高速公路 前嫩高速的末段），该段公路于2020年内调整为国家高速公路网规范编号。